# Syneta seriata
Syneta seriata är en skalbaggsart som beskrevs av J. L. Leconte 1859. Syneta seriata ingår i släktet Syneta och familjen bladbaggar. Inga underarter finns listade i Catalogue of Life.